# Chasse-sur-Rhône
Chasse-sur-Rhône település Franciaországban, Isère megyében. Lakosainak száma 6484 fő (2022. január 1.). Chasse-sur-Rhône Ternay, Seyssuel, Communay, Givors és Loire-sur-Rhône községekkel határos.

## Népesség
A település népességének változása:
| Lakosok száma | 3529 | 4378 | 4566 | 4981 | 5609 | 5913 | 6048 | 6308 | 6338 | 6484 |
|               | 1968 | 1982 | 1990 | 2006 | 2013 | 2015 | 2017 | 2019 | 2020 | 2022 |